# 穆罗忠·艾哈迈达利耶夫
穆罗忠·艾哈迈达利耶夫（1994年11月2日—），乌兹别克斯坦男子拳击运动员。他曾代表乌兹别克斯坦参加2016年夏季奥林匹克运动会拳击比赛，获得男子56公斤级铜牌。